# 長崎県道125号諫早外環状線
長崎県道125号諫早外環状線（ながさきけんどう125ごう いさはやそとかんじょうせん）は、長崎県諫早市を通る一般県道である。

## 概要
諫早市小豆崎町から諫早市船越町に至る。長野IC - 諫早IC間は島原道路としてバイパスに指定されている。

### 路線データ
- 起点：長崎県諫早市小豆崎町（国道207号交点）[要出典]
- 終点：長崎県諫早市船越町（長崎県道55号有喜本諫早停車場線交点）[要出典]
- 総延長：7.7 km[要出典]
- 実延長：5 km[注釈 1]

## 路線状況

### バイパス
- 島原道路
  - 長野栗面工区（諫早市長野町 - 諫早市栗面町、2.7 km[1]）
  - 諫早インター工区（諫早市栗面町 - 諫早市貝津町、4.3 km[1]）

## 歴史
- 2008年（平成20年）度 - 諫早インター工区整備区間指定、新規事業化[2]。
- 2011年（平成23年）度 - 諫早インター工区工事着手[2]、長野栗面工区整備区間指定、新規事業化[3]。
- 2012年（平成24年）度 - 長野栗面工区工事着手[3]。
- 2018年（平成30年）3月24日15時 - 栗面IC - 小船越IC間の2.7 kmが開通[1]。
- 2020年（令和2年）3月22日15時 - 小船越IC - 諫早IC間の1.6 kmが開通し、長崎自動車道とつながる[4]
- 2022年（令和4年）5月21日16時 - 長野IC - 栗面IC間の2.7 kmが開通[5]。

## 路線状況

### 道路施設

#### 橋梁
起点から
- 栗面跨道橋、諫早市
- 東大川1号橋、諫早市
- 東大川2号橋、諫早市
- 小船越ICランプ橋、諫早市

#### トンネル
起点から
- 幸町・船越町トンネル：諫早市
- 栗面平山トンネル：2018年（平成30年）竣工、諫早市
- 平山貝津トンネル：延長349 m、2018年（平成30年）竣工、諫早市
- 貝津トンネル：2018年（平成30年）竣工、諫早市

## 地理

### 通過する自治体
- 諫早市

### 交差する道路
| 交差する道路 | 交差する道路                   | 交差する場所         | 交差する場所                                                                                         |
| ------------ | ------------------------------ | -------------------- | --- |
| 現道         | 国道207号                      | 小豆崎町             | 起点                                                                                                 |
| 現道         | 長崎県道55号有喜本諫早停車場線 | 船越町               | 終点                                                                                                 |
| 島原道路     | 長崎県道41号諫早飯盛線         | 貝津町               | 栗面IC / バイパス起点【北緯32度49分52.0秒 東経130度2分52.7秒 / 北緯32.831111度 東経130.047972度】    |
| 島原道路     | 国道34号                       | 小船越町             | 小船越IC                                                                                             |
| 島原道路     | E34 長崎自動車道               | 栗面町（くれもまち） | 10 諫早IC / バイパス終点【北緯32度50分14.1秒 東経130度0分33.8秒 / 北緯32.837250度 東経130.009389度】 |

### 交差する鉄道
- 島原鉄道線
- 長崎本線

### 沿線
- 諫早市立諫早小学校
- 島原鉄道線 幸駅